# Гангстери на терена
„Гангстери на терена“ (на английски: Gridiron Gang) е американска спортна драма от 2006 г. на режисьора Фил Джоану, и участват Дуейн Джонсън, Екзибит, Ел Скот Колдуел и Кевин Дън. Филмът е свободно базиран на истинската история за „Килпатрик Мустангс“ през 1990 г. Филмът е пуснат в Съединените щати на 15 септември 2006 г. и разпространен от „Кълъмбия Пикчърс“ чрез „Сони Пикчърс Релийзинг“.